# Occhi (Eugenio Finardi)
Occhi è un album di Eugenio Finardi, pubblicato nel 1996 dalla Warner Music.

## Descrizione
Contiene una traduzione di One of Us di Joan Osborne, intitolata Uno di noi.

## Tracce
1. Sveglia ragazzi – 3:45
2. Con questi occhi – 4:08
3. Shamandura – 5:00
4. Rock & roll city – 4:00
5. Un uomo – 3:51
6. Dopo l'amore – 4:15
7. Uno di noi – 4:10
8. Nell'aria – 6:47
9. Potevi essere tu – 1:58
10. Alba – 4:22
11. Sono quello che sono – 5:10
12. Lucciola – 3:58

## Formazione
- Eugenio Finardi – voce, armonica
- Roberto Priori – chitarra acustica, chitarra elettrica
- Franco Cristaldi – basso
- Elio Rivagli – batteria
- Tiziano Lamberti – pianoforte, organo Hammond
- Vittorio Cosma – tastiera, pianoforte
- Rachel Z – pianoforte, tastiera
- Francesco Saverio Porciello – chitarra acustica, chitarra classica
- Mitch Stein – chitarra acustica, chitarra classica, chitarra elettrica
- Kenny Davis – basso
- Joe Caro – chitarra
- Mino Cinelu – percussioni
- Katrees Barnes – organo Hammond, cori
- Lou Soloff – tromba, flicorno
- Alex Foster – sassofono
- Emily Mitchell – arpa
- Carla Cook – cori